# Larry Smith
Larry Smith (* a Londres) és un director de fotografia britànic.

## Biografia
Smith va néixer a Londres. Va deixar l'escola als 15 i va començar a formar-se com a electricista. Va treballar, entre altres llocs, a Shepperton Studios.
Les seves primeres experiències en el sector cinematogràfic les va fer als anys 70, entre altres coses. com a gaffer. La seva connexió personal i de llarga data amb el director Stanley Kubrick com a Best Boy (electricista en cap) a Barry Lyndon i gaffer a The Shining va culminar el 1999 com a càmera d'il·luminació en la producció d'Eyes Wide Shut. Després va treballar per a algunes produccions de televisió. Així es va crear l'any 2001 la minisèrie Love in a Cold Climate, que va ser dirigida per Tom Hooper. La seva col·laboració es va repetir dues vegades. Smith també treballa com a càmera de publicitat i clips musicals.
Fear X del 2003 va suposar la primera col·laboració amb el director Nicolas Winding Refn. Aquesta col·laboració va durar fins i tot a Only God Forgives (2013), mercè la qual va aconeguir el Premi a la millor fotografia al XLVI Festival Internacional de Cinema Fantàstic de Catalunya.
Pel seu treball a L'irlandès, Smith va rebre el premi Kodak a la millor fotografia al Festival de cinema britànic de Dinard 2011.
El 2015, Smith va dirigir el seu propi llargmetratge Trafficker.
El seu fill David Smith també treballa com a gaffer en el negoci del cinema i ha treballat en aquest càrrec, entre altres coses. a les produccions Star Wars episodi II: L'atac dels clons, X-Men: First Class i el remake de El mercader de Venècia amb Al Pacino des del 2004. Larry Smith també va treballar com a gaffer en el grup d'il·luminació d'aquesta producció.

## Filmografia

### Cinema
| Any  | Títol                         | Director                             | Notes                       |
| ---- | ----------------------------- | ------------------------------------ | --------------------------- |
| 1999 | Eyes Wide Shut                | Stanley Kubrick                      | També càmera il·luminador   |
| 2002 | The Piano Player              | Jean-Pierre Roux                     |                             |
| 2003 | Fear X                        | Nicolas Winding Refn                 |                             |
| 2004 | Red Dust                      | Tom Hooper                           |                             |
| 2008 | Bronson                       | Nicolas Winding Refn                 |                             |
| 2009 | The Blue Mansion              | Glen Goei                            |                             |
| 2011 | L'irlandès                    | John Michael McDonagh                |                             |
| 2013 | Austenland                    | Jerusha Hess                         |                             |
| 2013 | Only God Forgives             | Nicolas Winding Refn                 |                             |
| 2014 | Calvary                       | John Michael McDonagh                |                             |
| 2015 | L'home que coneixia l'infinit | Matthew Brown                        |                             |
| 2015 | Trafficker                    | El mateix                            | També productor i guionista |
| 2018 | Tau                           | Federico D'Alessandro                |                             |
| 2019 | Two/One                       | Juan Cabral                          |                             |
| 2020 | Puppy Love                    | Michael Maxxis                       |                             |
| 2021 | Things Heard & Seen           | Shari Springer Berman Robert Pulcini |                             |
| 2021 | The Forgiven                  | John Michael McDonagh                |                             |
| 2022 | Rogue Agent                   | Adam Patterson Declan Lawn           |                             |
| 2023 | Luther: The Fallen Sun        | Jamie Payne                          |                             |
| 2023 | Dark Harvest                  | David Slade                          |                             |
| 2024 | Lumina                        | Gino J.H. McKoy                      | With Raquel Gallego         |
| TBA  | Giant                         | Rowan Athale                         |                             |

### Televisió
| Any  | Títol                    | Director                                                    | Notes                           |
| ---- | ------------------------ | ----------------------------------------------------------- | ------------------------------- |
| 1999 | Cold Feet                | Tom Hooper                                                  | 2 episodis                      |
| 2009 | Agatha Christie's Marple | Nicolas Winding Refn                                        | Episodi "Nemesis"               |
| 2018 | The Alienist             | David Petrarca                                              | Episodi "Psychopathia Sexualis" |
| 2020 | The Letter for the King  | Felix Thompson Alex Holmes                                  | 3 episodis                      |
| 2024 | Sunny                    | Lucy Tcherniak Dearbhla Walsh Colin Bucksey Makoto Nagahisa | 7 episodis                      |

Minisèries
| Any  | títol                           | Director       | Notes      |
| ---- | ------------------------------- | -------------- | ---------- |
| 2001 | Love in a Cold Climate          | Tom Hooper     | 2 episodis |
| 2003 | Prime Suspect: The Last Witness | Tom Hooper     |            |
| 2005 | Elizabeth I                     | Tom Hooper     |            |
| 2016 | Dark Angel                      | Brian Percival |            |